# Wentworth, New Hampshire
Wentworth là một thị trấn ở quận Grafton, bang New Hampshire, Hoa Kỳ. Dân số là 798 ở điều tra dân số năm 2000. Thị trấn này có Khu tự nhiên Ledge Plummer, và một phần của rừng quốc gia White Mountain là ở phía đông bắc. Thị trấn một nhà thờ theo phong cách liên bang và giáp với ngôi nhà cổ.
Theo Cục Điều tra Dân số Hoa Kỳ, thị trấn này có tổng diện tích là 41,9 dặm vuông (109 km²), trong đó 41,7 dặm vuông (108 km²) là đất và 0,3 dặm vuông (0,78 km²) (0,67%) là nước. Thị xã này là sông thoát nước của Baker và Nam Chi nhánh sông Baker. Điểm cao nhất ở Wentworth là núi Carr, với 3.453 feet (1.052 m) trên mực nước biển.